# Clinchport
Clinchport es una localidad del Condado de Scott, Virginia, Estados Unidos. Según el censo de 2000 tenía una población de 77 habitantes y una densidad de población de 43.7 hab/km².

## Demografía
Según el censo de 2000, había 77 personas, 31 hogares y 19 familias residiendo en la localidad. La densidad de población era de 43,7 hab./km². Había 38 viviendas con una densidad media de 21,6 viviendas/km². El 98,70% de los habitantes eran blancos y el 1,30% pertenecía a dos o más razas. El 1,30% de la población eran hispanos o latinos de cualquier raza.
Según el censo, de los 31 hogares en el 35,5% había menores de 18 años, el 45,2% pertenecía a parejas casadas, el 16,1% tenía a una mujer como cabeza de familia y el 38,7% no eran familias. El 32,3% de los hogares estaba compuesto por un único individuo y el 6,5% pertenecía a alguien mayor de 65 años viviendo solo. El tamaño promedio de los hogares era de 2,48 personas y el de las familias de 3,16.
La población estaba distribuida en un 26,0% de habitantes menores de 18 años, un 6,5% entre 18 y 24 años, un 33,8% de 25 a 44, un 20,8% de 45 a 64 y un 13,0% de 65 años o mayores. La media de edad era 34 años. Por cada 100 mujeres había 120,0 hombres. Por cada 100 mujeres de 18 años o más, había 128,0 hombres.
Los ingresos medios por hogar en la localidad eran de 31.875 dólares ($) y los ingresos medios por familia eran 36.250 $. Los hombres tenían unos ingresos medios de 21.500 $ frente a los 11.250 $ para las mujeres. La renta per cápita para la ciudad era de 10.485 $. El 9,2% de la población y el 8,7% de las familias estaban por debajo del umbral de pobreza. El 9,1% de los menores de 18 años vivían por debajo del umbral de pobreza.

## Geografía
Según la Oficina del Censo de los Estados Unidos, Clinchport tiene un área total de 1,8 km² de los cuales 1,8 km² corresponden a tierra firme y 0,1 km² a agua. El porcentaje total de superficie con agua es 4,23%.